# Victor Stoichiță

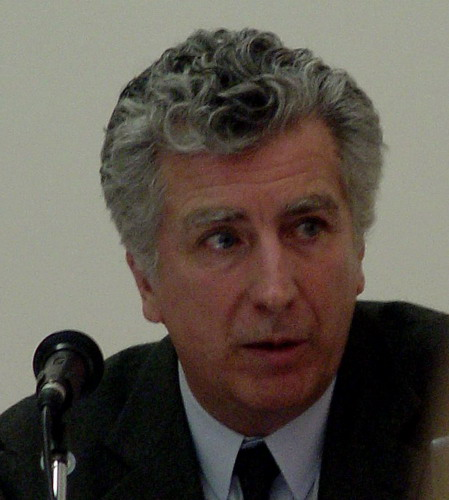
Victor Stoichiță

Victor Ieronim Stoichiță (* 13. Juni 1949 in Bukarest) ist ein Kunstwissenschaftler.

## Leben
Stoichiță studierte ab 1967 Kunstgeschichte, Philosophie und Komparatistik an der Universität Bukarest und an der Universität Rom. 1973 wurde er an der Universität La Sapienza in Rom mit der Arbeit La formazione di Duccio promoviert. Er war Assistent am Kunsthistorischen Seminar der Universität Bukarest (1973–82) und Akademischer Rat an der Universität München (1984–89). Stoichiță habilitierte (Thèse d’État) sich 1989 mit der Schrift Le Prémoderne : aspects poétiques et intertextuels dans la peinture du XVIe et XVIe siècle an der Université Paris 1 Panthéon-Sorbonne.
Er war von 1991 bis 2019 Professor für die Geschichte der Kunst der Moderne an der Schweizer Universität Freiburg. Er hat eine Gastprofessor am Istituto di studi italiani der Universität der italienischen Schweiz inne und dozierte an der Universität Luzern. Er ist Mitglied des Wissenschaftskollegs zu Berlin und des Preisverleihungskomitees der Balzan-Preises.
Hauptlehr- und Forschungsgebiete sind die Hermeneutik und Anthropologie des Bildes in der italienischen und spanischen Kunst der Neuzeit.

## Ehrungen
- Ehrendoktorat der Katholischen Universität Löwen (2011)[4]
- Aufnahme in die Accademia Nazionale dei Lincei in Rom (2012)
- Forschungspreis der Belgischen Stiftung Francqui an der Katholischen Universität Leuven (2014)[5]
- Mitglied der Academia Europaea (2014)[6]
- Assoziiertes Mitglied der Belgischen Königlichen Akademie
- Assoziiertes Mitglied der Polnischen Akademie
- Ehrenmedaille für französische Literatur und Sprache der Académie française für sein Werk Oublier Bucarest (2015)[7][8]
- Wissenschaftspreis der Aby-Warburg-Stiftung (einschließlich Martin Warnke-Medaille, 2020)

## Veröffentlichungen in deutscher Sprache
- Das selbstbewußte Bild. Fink, München 1998, ISBN 3-7705-3206-6.
- Kurze Geschichte des Schattens. Fink, München 1999, ISBN 3-7705-3273-2.
- Goya. Der letzte Karneval. Fink, Paderborn 2006, ISBN 3-7705-4103-0.
- Der Pygmalion-Effekt. Fink, München 2011, ISBN 978-3-7705-5024-1.